# La Torre (Amer)
La Torre és una casa modernista d'Amer (Selva) inclosa a l'Inventari del Patrimoni Arquitectònic de Catalunya.

## Descripció
L'immoble que podem contemplar avui en dia, conegut popularment com La Torre, és el resultat final de la suma i conjugació formal de diversos elements arquitectònics. L'immoble el trobem inserit un solar de grans dimensions, emplaçat en el carrer de la Barroca.
Així en primer lloc tenim el cos central de dues plantes cobert amb una teulada plana i aterrassada. La planta baixa consta de tres obertures i està projectada com a porxo.
El primer pis està projectat com a balconada i està tancat en la part frontal per una balaustrada contínua i correguda de morfologia corbada, que abasta tot el pla horitzontal de la façana. Una balaustrada bastant deteriorada que descansa directament sobre una estructura vertical, la qual està ornada al centre amb un gran medalló en el qual es llegeix "E L B O N R E P Ò S".
Tanca l'edifici en la part superior una altra balaustrada contínua i correguda que abasta tot el pla horitzontal de la façana, però a diferència de l'anterior aquesta no és corbada sinó que és recta.
En segon lloc tenim la torre, la qual la trobem adossada a la part posterior del cos central. Es tracta d'una gran torre de quatre plantes coberta amb una teulada a quatre aigües. El quart pis està complementat amb una gran barana de ferro forjat que abasta els quatre costats de la torre. Pel que fa al treball de la forja aplicat a la barana, aquest és molt discret i auster, ja que està completament mancat de qualsevol tipus de gràcia compositiva. Corona la torre en el punt més elevat un parallamps, que marca els quatre punts cardinals.
Finalment adossat a la torre trobem un tercer cos de dues plantes que combina coberta a dues aigües de vessants a façana amb coberta plana i aterrassada culminada amb una gran balaustrada.
Remarcar a mode d'apunt que el tema de les obertures està molt poc treballat i desenvolupat. Unes obertures molt monòtones, ja quen només apareixen dues tipologies - d'arc de mig punt o rectangulars- i totalment irrellevants, ja que no presenten cap treball singular a destacar.